# NGC 608

NGC 608

NGC 608 في الفهرس العام الجديد، هي مجرة، تقع في كوكبة المثلث. اكتشفت في 22 نوفمبر 1827 بواسطة جون هيرشل.

## روابط خارجية
- NGC 608 على موقع ويكي سكاي: DSS2, SDSS, GALEX, IRAS, Hydrogen α, X-Ray, Astrophoto, Sky Map, Articles and images